# Dericorys cyrtosterna
Dericorys cyrtosterna är en insektsart som beskrevs av Boris Petrovich Uvarov 1933. Dericorys cyrtosterna ingår i släktet Dericorys och familjen Dericorythidae. Inga underarter finns listade i Catalogue of Life.